# Jean Edmé François Gachet de Sainte-Suzanne
Jean Edme François Gachet de Sainte Suzanne, né le 29 janvier 1729 à Tonnerre (Yonne), mort le 14 octobre 1806 à Tonnerre (Yonne), est un général de la Révolution française.

## États de service
Officier sous l’ancien régime, chevalier de Saint-Louis, il reprend du service sous la Révolution française.
En 1789, il est prévôt-général des maréchaussées de la généralité de Paris, il favorise la circulation des grains, apaise quelques émeutes et il s’oppose à l’entrée dans Paris des bandits et déserteurs qui suivaient les fédérés.
Le 18 mai 1791, il est nommé lieutenant-colonel de cavalerie à la 26e division de la gendarmerie nationale. Le 1er août 1792, il est colonel inspecteur des 14e, 25e et 27e divisions de gendarmerie. En 1793, il est à Lyon, lors des massacres qui ont lieu à Brotteaux.
Il est nommé chef de brigade de la 2e division de gendarmerie à Caen le 23 février 1798. Il est réformé le 10 février 1800.
Il est promu général de brigade le 26 octobre 1800; c’est le plus vieux général promu par Napoléon, il a 71 ans.
Le 19 novembre 1800, il est admis à la retraite.
Il meurt le 14 octobre 1806 à Tonnerre.

## Sources
- (en) « Generals Who Served in the French Army during the Period 1789 - 1814: Eberle to Exelmans »
- Thierry Pouliquen, « Les généraux français et étrangers ayant servis [sic] dans la Grande Armée » (consulté le 21 novembre 2013)
- Annuaire Historique du Dept. de l'Yonne. Recueil de Documents Authentiques Destinés à Former la Statistique Départementale, E.Perriquet, janvier 1849, 562 p. (lire en ligne), p. 189.
- (pl) « Napoléon.org.pl »